# Moisés Matias de Andrade
Moisés Matias de Andrade, meglio noto come Moisés (Resende, 10 gennaio 1948 – Rio de Janeiro, 26 agosto 2008), è stato un allenatore di calcio e calciatore brasiliano, di ruolo difensore.
Difensore centrale, durante la sua carriera ha vinto un titolo brasiliano nel 1974 con il Vasco da Gama e un Paulistao con il Corinthians nel 1977: i Timão non vinceva il campionato statale da 23 anni. Gioca anche con Bonsucesso, Flamengo, Fluminense, Botafogo e Bangu. Nel 1983 intraprende la carriera di allenatore guidando Bangu, Atlético Mineiro, i messicani del Club América e i portoghesi del Belenenses.

## Carriera

### Nazionale
Debutta in nazionale il 21 giugno 1973 a Mosca contro l'Unione Sovietica.

## Palmarès

### Giocatore

#### Competizioni nazionali
- Campionato brasiliano: 1

Vasco da Gama: 1974

#### Competizioni statali
- Campionato paulista: 1

Corinthians: 1977

### Allenatore

#### Competizioni statali
- Campionato Pernambucano: 1

Santa Cruz: 1987
- Campionato Mineiro: 1

Atletico Mineiro: 1989
- Campionato Cearense: 1

Ceará: 1993

#### Competizioni internazionali
- CONCACAF Champions League: 1

America: 1990
- Coppa Interamericana: 1

America: 1990